# Андреа Танка
Андреа I (італ. Andrea Tanca; д/н — бл. 1073) — юдик (володар) Торреських юдикатів в 1065—1073 роках.

## Життєпис
Походив з династії Лакон-Гунале. Син Баризона I, юдика Арбореї і Торресу, та його першої дружини Марії де Серра. У 1065 році отримав від батька юдикат Торресу. Втім, імовірно, все одно значний вплив зберігав Баризон I.
Невдовзі фундував базиліку Сан-Джавіно в столиці Торрес, яку зводили пізанські майстри протягом його панування, але завершили лише у 1080 році. Також встановив гарні відносини зі впливовим італійським монастирем Монте-Кассіно, якому зробив декілька подарунків грошима і землею.
Наприкінці життя переніс столицю до Ардари. При ньому з'являється друга назва юдикату — Логудоро (місце веж). Помер приблизно 1073 року. Йому спадкував син Маріано I.

## Родина
- Маріано (д/н—1082), юдик Торресу
- Коміта (д/н — до 1065)
- П'єтро (д/н — до 1065)
- Джордіна